# Komárno (Repubblica Ceca)
Komárno (in tedesco Komarno) è un comune della Repubblica Ceca facente parte del distretto di Kroměříž, nella regione di Zlín.